# St. Magdalena und Katharina (Burgellern)

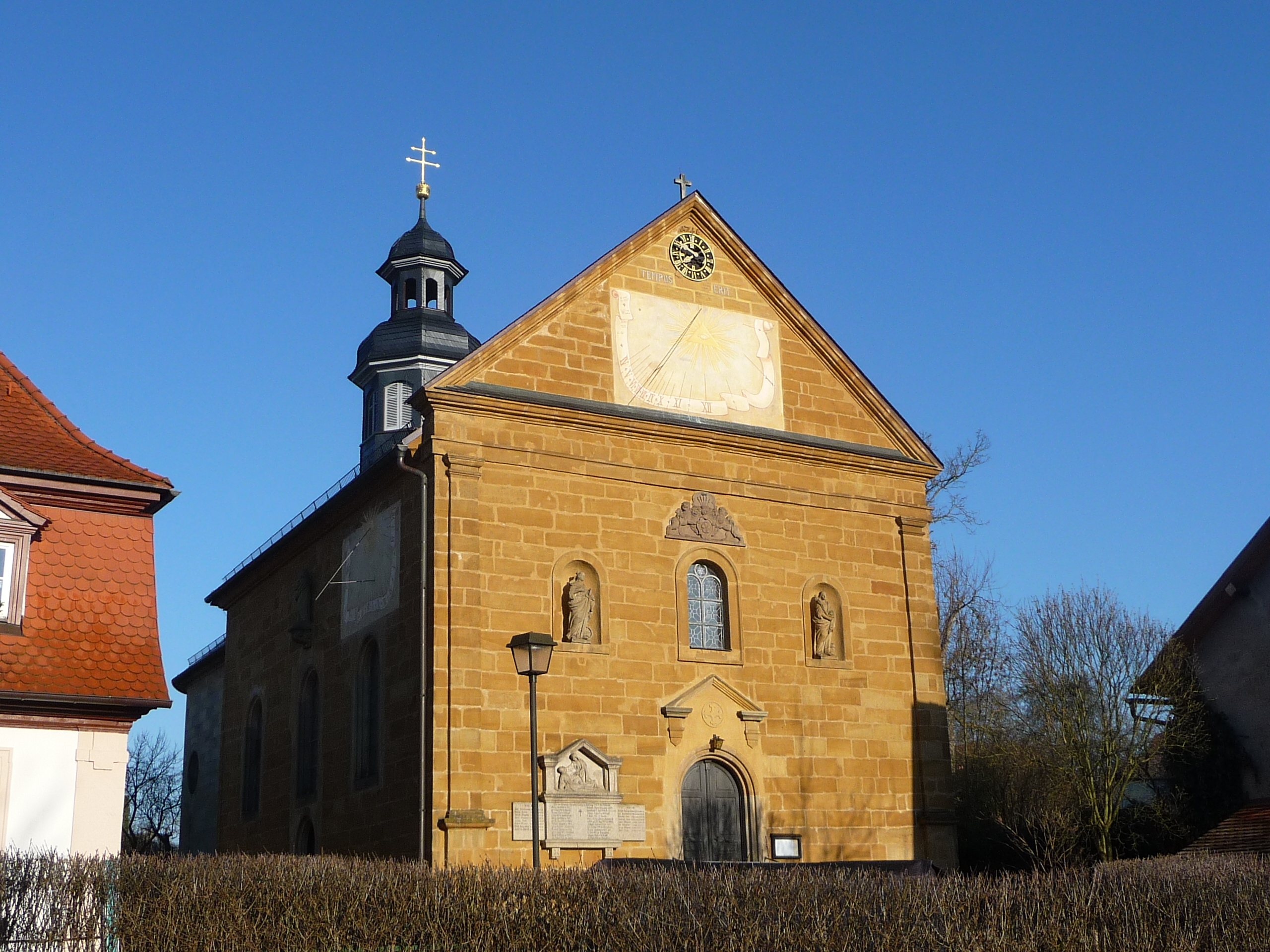
St. Magdalena und Katharina (Burgellern)

Die römisch-katholische Filialkirche St. Magdalena und Katharina ist ein denkmalgeschütztes Kirchengebäude, das in Burgellern steht, einem Gemeindeteil der Stadt Scheßlitz im oberfränkischen Landkreis Bamberg (Bayern). Die Barockkirche entstand 1716. Sie gehört zur Pfarrei St. Kilian in Scheßlitz im Seelsorgebereich Gügel im Dekanat Bamberg des Erzbistums Bamberg.

## Beschreibung
Die barocke Saalkirche wurde anstelle der Kapelle der ehemaligen Burg auf einem Grundstück, das ursprünglich dem Grafen Giech gehörte, im Auftrag des Bamberger Domkapitels von den Brüdern Gregor und Dionysius Finsterwalder 1716 erbaut. Sie hat einen eingezogenen, dreiseitig abgeschlossenen Chor im Westen, der im Innenraum mit einem Tonnengewölbe überspannt ist. Über dem Satteldach des Chors erhebt sich dicht über dem des Langhauses, dessen Innenraum mit einer Flachdecke überspannt ist, ein achteckiger, schiefergedeckter Dachreiter, der mit einer achtseitigen Welschen Haube bedeckt ist. In der Fassade an der Ostseite des Langhauses, das von Pilastern an den Seiten verziert ist, befindet sich das Portal. Das darüber liegende Bogenfenster wird von Statuen der heiligen Maria Magdalena und der heiligen Katharina in Wandnischen flankiert. Im Giebel darüber sind eine Sonnenuhr und ein Zifferblatt zu sehen. Das Altarretabel des Hochaltars wurde von Georg Sebastian Urlaub gemalt. 1862 wurde an der Nordseite ein Mausoleum angebaut. Die von Josef Wiedemann gebaute Orgel mit neun Registern, einem Manual und einem Pedal wurde 1873 von Andreas Hemmerlein restauriert.